# NGC 6574
NGC 6574 é uma galáxia espiral barrada (SBbc) localizada na direcção da constelação de Hercules. Possui uma declinação de +14° 58' 54" e uma ascensão recta de 18 horas, 11 minutos e 51,2 segundos.
A galáxia NGC 6574 foi descoberta em 9 de Julho de 1863 por Albert Marth.